# 民話ボンボン
『民話ボンボン』（みんわボンボン）は吉田戦車による日本の漫画作品。

## 概要
『月刊コミックビーム』にて2008年9月号より連載開始。同号の表紙を飾った。あおり文句は「語り継ごう、世界は素晴らしい。」
「実は民話好きな吉田戦車が、古今東西の民話を勝手に創作!!」というコンセプトに基づき、主人公「出前姫」の旅の出来事をほぼ一話完結で描く無国籍ファンタジー物語である。

## 物語
食堂王国と呼ばれる美食の地「あわび王国」。厨房王「あわび三世」と王妃、そして王女「出前姫」は平和に暮らしていた。ある日、異国の餓鬼が城で捕らえられる。その頭部には手紙がくくり付けられており、それは遠国「ギリギリ王国」からの出前の依頼であった。古い決まりに従い、出前姫はたった1人で出前に旅立つのだった。

## 登場人物
出前姫（でまえひめ）
王の一人娘。預言者の託宣により出前の注文を予期していた王に、その使命を果たせるよう名付けられていた。気高く、未知の旅にも物怖じしない強い心の持ち主だが、道に迷ったりすぐ食料を食い尽くして飢えたりと間の抜けた所もある。やや短気で、馬鹿にされたり無礼を働かれると逆上する。
あわび三世
あわび王国の国王。自ら料理を作り、客に振舞う厨房王。出前姫には優しいが、決まり事には厳格。
エボダイ
妖術師。出前姫と親しい。人間の従者を伴えない姫のために自分の魂を分離させる。
尻小玉（しりこだま）
エボダイの分身。見た目は不気味だが、偵察したり、エボダイと念波で通信などして出前姫を助ける。しかし肝心な時に念波が通じなかったり、姫の危機に気づかなかったりと相当役に立たない。

## 単行本
エンターブレインよりビームコミックスとして刊行。
- 出前姫 民話ボンボン - 2010年1月発売。ISBN 9784047262799